# Mango (piosenkarz)
Mango, znany również jako Pino Mango, właściwie Giuseppe Mango (ur. 6 listopada 1954 w Lagonegro, zm. 8 grudnia 2014 w Policoro) – włoski piosenkarz, autor tekstów i muzyk. W swej twórczości łączył pop, rock, folk, world music oraz korzystał z szerokiej gamy swojego głosu.

## Autor tekstów
Pisał piosenki dla innych artystów m.in.:
| Artysta         | Utwór                         | Rok  | Album                                       |
| --------------- | ----------------------------- | ---- | ------------------------------------------- |
| Mietta          | Per esempio… per amore        | 2003 | Per esempio... per amore                    |
| Mietta          | Abbracciati e vivi            | 2003 | Per esempio... per amore                    |
| Mietta          | Fare l'amore                  | 2000 | Tutto o niente                              |
| Mietta          | E no (Cosa sei)               | 1991 | Volano le pagine                            |
| Mietta          | Soli mai                      | 1991 | Volano le pagine                            |
| Mietta          | Oltre te                      | 1991 | Volano le pagine                            |
| Mia Martini     | Se mi sfiori                  | 1976 | Che vuoi che sia... se t'ho aspettato tanto |
| Patty Pravo     | Per amarti d'amore            | 1976 | Tanto                                       |
| Patty Pravo     | Per te che mi apri l'universo | 1976 | Tanto                                       |
| Patty Pravo     | Goodbye my love               | 1986 |                                             |
| Patty Pravo     | Sentirti                      | 1978 | Miss Italia                                 |
| Loretta Goggi   | Io nascerò                    | 1986 | C'è poesia                                  |
| Loretta Goggi   | C'è poesia                    | 1986 | C'è poesia                                  |
| Loredana Bertè  | Re                            | 1986 | Fotografando... i miei successi             |
| Loredana Bertè  | Fotogrando                    | 1986 | Fotografando... i miei successi             |
| Andrea Bocelli  | L'attesa                      | 2004 | Andrea                                      |
| Scialpi         | L'Io e l'Es                   | 1983 | Es-tensioni                                 |
| Scialpi         | Hallelujah                    | 1983 | Es-tensioni                                 |
| Andrea Mirò     | Non è segreto (single)        | 1988 |                                             |
| Laura Valente   | -                             | 1985 | Tempo di blues (LP)                         |
| Helena Hellwig  | Di luna morirei               | 2006 | Di luna morirei (CD Single)                 |
| Helena Hellwig  | Geranio                       | 2006 | Di luna morirei (CD Single)                 |
| Dennis Fantina  | Se non con te                 | 2002 | Dennis                                      |
| Dennis Fantina  | Non è il cuore                | 2002 | Dennis                                      |
| Gloria Bonaveri | Joe                           | 1996 | Gloria                                      |
| Anna Bussotti   | Nessun dolore (single)        | 1986 |                                             |

## Covery
Niektóre jego utwory w aranżacji innych artystów:

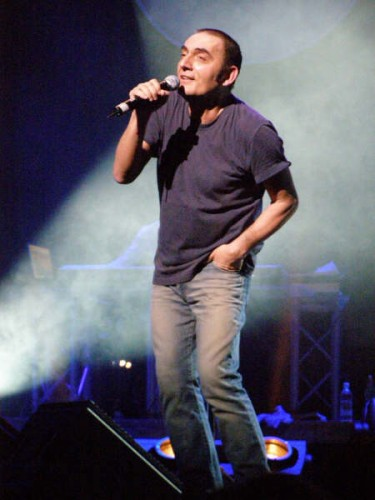
Mango w czasie Acchiappanuvole Tour w Udine (2009)

| Artysta                       | Utwór                                                                    | Rok  | Album                                       |
| ----------------------------- | ------------------------------------------------------------------------ | ---- | ------------------------------------------- |
| Mia Martini                   | Se Mi Sfiori                                                             | 1976 | Che vuoi che sia... se t'ho aspettato tanto |
| Patty Pravo                   | Per Te Che Mi Apri L'Universo Per amarti d'amore (Tu pioggia io mattino) | 1976 | Tanto                                       |
| Patty Pravo                   | Sentirti                                                                 | 1978 | Sentirti/Notti Bianche                      |
| Scialpi                       | Nero e blu                                                               | 1983 | Es-tensioni                                 |
| Loretta Goggi                 | Lei verrà (feat. Mango)                                                  | 1986 | C'è poesia                                  |
| Leo Sayer                     | The Moth And The Flame (Tu...si)                                         | 1990 | Sanremo Music Festival                      |
| Mina                          | Oro                                                                      | 1994 | Canarino mannaro                            |
| Hélène Ségara                 | Tu peux tout emporter (Amore per te)                                     | 2000 | Au nom d'une femme                          |
| Mietta                        | Sentirti                                                                 | 2003 | Per esempio... per amore                    |
| Eleftheria Arvanitaki         | Min Orkizesai (Come Monna Lisa)                                          | 2007 | Dinata 1986–2007                            |
| Neri per caso                 | Bella d'estate (feat. Mango)                                             | 2008 | Angoli diversi                              |
| Wender                        | Lei verrà (feat.Saretta)                                                 | 2010 | Alpacaaaa                                   |
| Antonella Lo Coco             | Disincanto                                                               | 2012 | Cuore scoppiato                             |
| Alessio Scarlata feat. Zenîma | Luce                                                                     | 2015 | 1st Posthumous Tribute Single               |

## Dyskografia

### Albumy studyjne
- La mia ragazza è un gran caldo (1976)
- Arlecchino (1979)
- È pericoloso sporgersi (1982)
- Australia (1985)
- Odissea (1986)
- Adesso (1987)
- Inseguendo l’aquila (1988)
- Sirtaki (1990)
- Come l'acqua (1992)
- Mango (1994)
- Credo (1997)
- Disincanto (2002)
- Ti porto in Africa (2004)
- Ti amo così (2005)
- L’albero delle fate (2007)
- La terra degli aquiloni (2011)

### Albumy nagrywane na żywo
- Dove vai (1995)
- Gli amori son finestre (2009)

### Kompilacje
- Visto così (1999)
- Tutto Mango: oro e platino (2006)

### Albumy nagrane po hiszpańsku
- Ahora (1987)
- Hierro y Fuego (1988)
- Sirtaki (1991)